# Plaza de los Veteranos de Vietnam
La Plaza de los Veteranos de Vietnam (en inglés, Vietnam Veterans Plaza) es una plaza conmemorativa estadounidense en Manhattan, Nueva York (Estados Unidos). Honra a los ciudadanos de la ciudad de Nueva York que sirvieron durante la Guerra de Vietnam del siglo XX.

## Descripción e historia
Ubicado en el Distrito Financiero en el Bajo Manhattan, se encuentra en una parcela de terreno trapezoidal que anteriormente era una carretera llamada Coenties Slip. La vía de acceso fue utilizada desde el siglo XVII por marineros holandeses entre viajes. El deslizamiento se llenó en 1835 y luego se convirtió en Jeannette Park en 1884, dedicado a la desafortunada Jeannette de la expedición Jeannette. El horticultor Samuel Parsons fue el responsable de diseñar el jardín en 1886.
A mediados del siglo XX, el urbanista Robert Moses había reconstruido el parque con "canchas de herradura y canchas de tenis, pádel, balonmano y tejo, todas dispuestas alrededor de una plaza de asfalto en forma de lágrima con un asta de bandera". Como parte de la construcción de la vecina 55 Water Street, Paul Friedberg recibió el encargo de rediseñar el terreno en 1971, al que añadió la fuente del anfiteatro. Inicialmente, los propietarios de 55 Water Street eran responsables del mantenimiento del parque, que estaba pavimentado con ladrillos de forma similar a la plaza Elevated Acre al lado del edificio.
En 1982, se dieron a conocer planes para remodelar Jeannette Park y convertirlo en un monumento para los veteranos de la Guerra de Vietnam. Los arquitectos Peter Wormser y William Fellows y el escritor Joseph Ferrandino ganaron un concurso para diseñarlo. La Comisión Conmemorativa de los Veteranos de Vietnam recaudó donaciones privadas de 2,5 millones de dólares para financiar el monumento en 1983. El parque pasó a llamarse oficialmente Vietnam Veterans Plaza el 20 de julio de 1983. Al año siguiente, se anunció que la plaza contendría un muro conmemorativo, similar al del Monumento a los Veteranos de Vietnam pero hecho de bloques de vidrio. Fue dedicado el 6 de mayo de 1985 por el entonces alcalde Edward I. Koch para honrar a los 1741 muertos estadounidenses durante la guerra de Vietnam y a las 250 000 personas que sirvieron entre 1964 y 1975.
El alcalde Rudy Giuliani volvió a dedicar la plaza el 9 de noviembre de 2001, luego de los ataques del 11 de septiembre de 2001, ya que se sometió a una restauración de 7 millones de dólares. Se agregó una nueva entrada ceremonial que brinda acceso desde Water Street a South Street y se colocó una fuente de granito negro en el centro. El "Paseo de Honor" contiene 12 pilonos de granito pulido con los nombres de las 1741 personas que murieron.
En el futuro, el parque puede ser el sitio de una entrada a una estación de metro de Second Avenue debajo de Hanover Square.